# Landkreis Wesermünde
Der Landkreis Wesermünde war bis 1977 eine Gebietskörperschaft im Norden Niedersachsens.

## Geografie

### Nachbarkreise
Der Landkreis grenzte Anfang 1977 (im Norden beginnend im Uhrzeigersinn) an die (damaligen) Landkreise Land Hadeln, Bremervörde, Osterholz und Wesermarsch (alle in Niedersachsen) sowie an die kreisfreie Stadt Bremerhaven im Land Bremen. Im Nordwesten grenzte er an die Wesermündung.

### Kreisgliederung
Die folgende Liste enthält alle Gemeinden, die zwischen 1932 und 1977 dem Landkreis Wesermünde angehörten, sowie alle Eingemeindungen bis 1977.
| Gemeinde            | eingemeindet nach   | Datum der Eingemeindung | Anmerkung                                 |
| ------------------- | ------------------- | ----------------------- | ----------------------------------------- |
| Albstedt            | Wulsbüttel          | 1. März 1974            |                                           |
| Alfstedt            | Kührstedt           | 1. Juli 1968            |                                           |
| Altluneberg         | Wehdel              | 1. Januar 1967          |                                           |
| Ankelohe            | Bederkesa           | 1. Januar 1970          |                                           |
| Appeln              |                     |                         |                                           |
| Axstedt             |                     |                         | am 1. März 1974 zum Landkreis Osterholz   |
| Bederkesa           |                     |                         |                                           |
| Beverstedt          |                     |                         |                                           |
| Bexhövede           | Loxstedt            | 1. März 1974            |                                           |
| Bokel               |                     |                         |                                           |
| Bramel              | Schiffdorf          | 1. März 1974            |                                           |
| Bramstedt           |                     |                         |                                           |
| Büttel              | Loxstedt            | 1. März 1974            |                                           |
| Cappel              |                     |                         |                                           |
| Cappel-Neufeld      | Spieka              | 1. Juli 1968            |                                           |
| Debstedt            | Langen              | 1. März 1974            |                                           |
| Deichsende          | Nordholz            | 1. Juli 1967            |                                           |
| Donnern             | Loxstedt            | 1. März 1974            |                                           |
| Dorfhagen           | Hagen im Bremischen | 1. März 1974            |                                           |
| Dorum               |                     |                         |                                           |
| Drangstedt          |                     |                         |                                           |
| Driftsethe          |                     |                         |                                           |
| Düring              | Loxstedt            | 1. März 1974            |                                           |
| Elmlohe             |                     |                         |                                           |
| Fickmühlen          | Bederkesa           | 1. März 1974            |                                           |
| Fleeste             | Loxstedt            | 1. März 1974            |                                           |
| Flögeln             |                     |                         |                                           |
| Frelsdorf           |                     |                         |                                           |
| Freschluneberg      | Lunestedt           | 1. Juli 1968            |                                           |
| Geestenseth         | Schiffdorf          | 1. März 1974            |                                           |
| Großenhain          | Lintig              | 1. März 1974            |                                           |
| Hagen im Bremischen |                     |                         |                                           |
| Hahnenknoop         | Stotel              | 15. Juli 1968           |                                           |
| Hainmühlen          | Ringstedt           | 1. März 1974            |                                           |
| Harrendorf          | Bramstedt           | 1. März 1974            |                                           |
| Heerstedt           |                     |                         |                                           |
| Heine               | Wulsbüttel          | 1. März 1974            |                                           |
| Heise               | Hollen              | 1. Juli 1968            |                                           |
| Hetthorn            | Stotel              | 15. Juli 1968           |                                           |
| Hollen              |                     |                         |                                           |
| Holßel              | Langen              | 1. März 1974            |                                           |
| Holte               | Loxstedt            | 1. März 1974            |                                           |
| Hoope               | Wulsbüttel          | 1. März 1974            |                                           |
| Hymendorf           | Langen              | 1. März 1974            |                                           |
| Imsum               | Langen              | 1. März 1974            |                                           |
| Kassebruch          | Hagen im Bremischen | 1. März 1974            |                                           |
| Kirchwistedt        |                     |                         | bis 1. März 1974 im Landkreis Bremervörde |
| Köhlen              |                     |                         |                                           |
| Krempel             | Langen              | 1. März 1974            |                                           |
| Kührstedt           |                     |                         |                                           |
| Langen              |                     |                         |                                           |
| Langendammsmoor     | Stotel              | 15. Juli 1968           |                                           |
| Lanhausen           | Loxstedt            | 1. März 1974            |                                           |
| Laven               | Schiffdorf          | 1. März 1974            |                                           |
| Lehnstedt           | Wulsbüttel          | 1. März 1974            |                                           |
| Lintig              |                     |                         |                                           |
| Lohe bei Bramstedt  | Bramstedt           | 1. März 1974            |                                           |
| Loxstedt            |                     |                         |                                           |
| Lübberstedt         |                     |                         | am 1. März 1974 zum Landkreis Osterholz   |
| Lunestedt           |                     |                         | am 1. Juli 1968 neugebildet               |
| Marschkamp          | Elmlohe             | 1. Juli 1968            |                                           |
| Meckelstedt         | Lintig              | 1. März 1974            |                                           |
| Midlum              |                     |                         |                                           |
| Misselwarden        |                     |                         |                                           |
| Mulsum              |                     |                         |                                           |
| Nesse               | Loxstedt            | 1. März 1974            |                                           |
| Neuenlande          | Loxstedt            | 1. März 1974            |                                           |
| Neuenwalde          | Langen              | 1. März 1974            |                                           |
| Nordholz            |                     |                         |                                           |
| Offenwarden         | Sandstedt           | 1. Juli 1968            |                                           |
| Osterndorf          | Beverstedt          | 1. Februar 1971         |                                           |
| Padingbüttel        |                     |                         |                                           |
| Rechtenfleth        | Sandstedt           | 1. Juli 1968            |                                           |
| Ringstedt           |                     |                         |                                           |
| Sandstedt           |                     |                         |                                           |
| Schiffdorf          |                     |                         |                                           |
| Schwegen            | Stotel              | 15. Juli 1968           |                                           |
| Sellstedt           | Schiffdorf          | 1. März 1974            |                                           |
| Sievern             | Langen              | 1. März 1974            |                                           |
| Spaden              | Schiffdorf          | 1. März 1974            |                                           |
| Spieka              | Nordholz            | 1. März 1974            |                                           |
| Spieka-Neufeld      | Spieka              | 1. Juli 1968            |                                           |
| Stinstedt           | Loxstedt            | 1. März 1974            |                                           |
| Stotel              | Loxstedt            | 1. März 1974            |                                           |
| Stubben             |                     |                         |                                           |
| Uthlede             |                     |                         |                                           |
| Wanhöden            | Nordholz            | 1. Januar 1970          |                                           |
| Wehdel              | Schiffdorf          | 1. März 1974            |                                           |
| Wehden              | Schiffdorf          | 1. März 1974            |                                           |
| Wehldorf            | Beverstedt          | 1. Februar 1971         |                                           |
| Wellen              | Beverstedt          | 1. März 1974            |                                           |
| Wersabe             | Sandstedt           | 1. Juli 1968            |                                           |
| Westerbeverstedt    | Lunestedt           | 1. Juli 1968            |                                           |
| Wittstedt           | Bramstedt           | 1. März 1974            |                                           |
| Wollingst           | Beverstedt          | 1. März 1974            |                                           |
| Wremen              |                     |                         |                                           |
| Wulsbüttel          |                     |                         |                                           |
| Wursterheide        | Nordholz            | 1. Juli 1967            |                                           |
| Wurthfleth          | Sandstedt           | 1. März 1974            |                                           |

## Geschichte

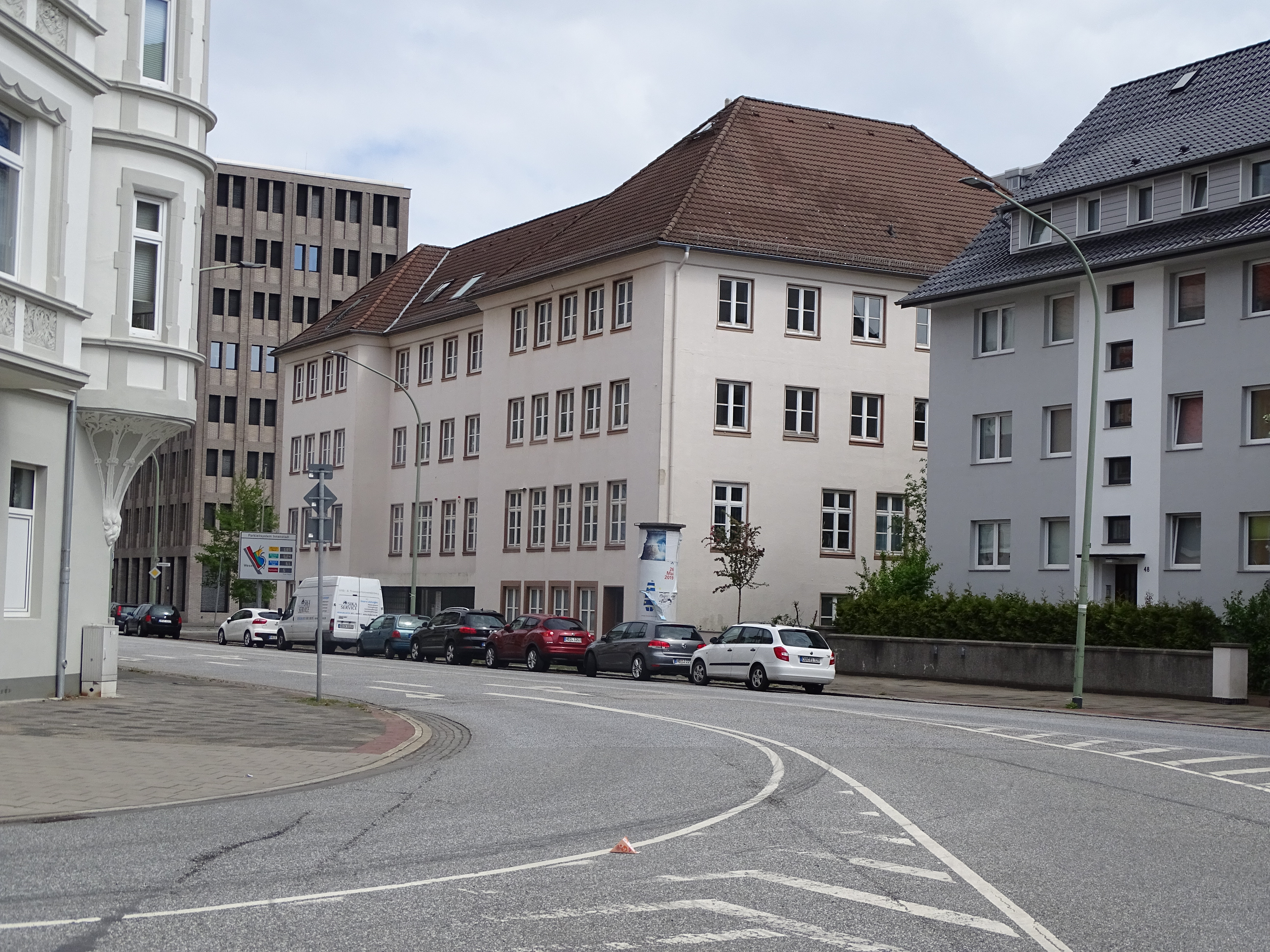
Ehem. Kreisverwaltung Wesermünde (Borriesstr. 46)

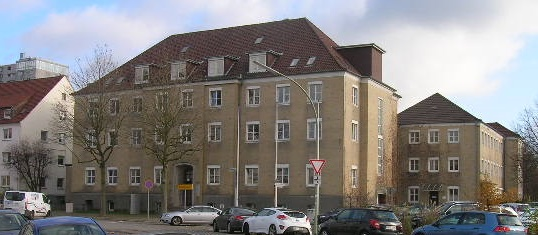
Finanzamt Wesermünde (Borriesstr. 50)

1932 wurden durch eine Verordnung des preußischen Staatsministeriums die Landkreise Lehe und Geestemünde aufgelöst und zum Landkreis Wesermünde vereinigt. Nach seiner Gründung umfasste der Landkreis zunächst 97 Gemeinden. Der Verwaltungssitz war in der kreisfreien Stadt Wesermünde, die 1924 durch den Zusammenschluss der Städte Lehe und Geestemünde entstanden war und in die 1939 auch die bis dahin zum Land Bremen gehörende Stadt Bremerhaven (ohne das Überseehafengebiet) eingegliedert wurde. Das Kreishaus von 1888 befand sich in der Borriesstraße 48/50. Während des Zweiten Weltkriegs war die Verwaltung kurzzeitig nach Loxstedt umgesiedelt.
Die Stadt Wesermünde, die dem gleichnamigen Kreis nicht angehörte, wurde 1947 in das Land Bremen eingegliedert und in Bremerhaven umbenannt. Die Wesermünder Kreisverwaltung hatte somit ihren Sitz in einem anderen Bundesland. Noch heute hat der Landkreis Cuxhaven Dienststellen und andere Einrichtungen, darunter ein Gymnasium, in Bremerhaven, also außerhalb seines eigenen Kreis- und Landesgebietes.
Durch die Gebietsreform in Niedersachsen und die damit verbundenen Gemeindefusionen wurde die Zahl der Gemeinden des Landkreises zwischen 1967 und 1974 von 97 auf 34 reduziert. Am 1. März 1974 änderten sich dabei auch die Außengrenzen des Landkreises:
- Die Gemeinde Landwürden aus dem Landkreis Wesermarsch wurde in die Gemeinde Loxstedt eingegliedert.
- Die Gemeinde Kirchwistedt wechselte aus dem Landkreis Bremervörde in den Landkreis Wesermünde.
- Die Gemeinden Axstedt und Lübberstedt schieden aus dem Landkreis aus und wechselten in den Landkreis Osterholz.

Am 1. August 1977 wurde der Landkreis Wesermünde mit dem Landkreis Land Hadeln und der kreisfreien Stadt Cuxhaven zum Landkreis Cuxhaven zusammengelegt. Verwaltungssitz wurde Cuxhaven. In Bremerhaven blieben Außenstellen des Gesundheits- und Jugendamtes. Heute hat die Kraftfahrzeugzulassungsstelle des Landkreises Cuxhaven Nebenstellen in Schiffdorf (Zum Feldkamp 7) und Hemmoor. Ebenfalls befinden sich das Finanzamt Wesermünde und das Gymnasium Wesermünde in Bremerhaven. Des Weiteren gehört der Altkreis Wesermünde zum Bezirk der Agentur für Arbeit Bremerhaven. Die Kreissparkasse Wesermünde-Hadeln hatte ihren Hauptsitz in der Stadt Bremerhaven. 2014 fusionierte sie mit der Sparkasse Bremerhaven zur Weser-Elbe-Sparkasse.
Dem ländlich geprägten Kreis gehörten keine Gemeinden mit Stadtrecht an.
Bevölkerungsentwicklung
| Jahr | Einwohner |
| ---- | --------- |
| 1933 | 47.695    |
| 1939 | 49.632    |
| 1946 | 78.877    |
| 1950 | 83.190    |
| 1960 | 72.100    |
| 1970 | 78.292    |
| 1977 | 84.800    |

## Politik
Während des Bestehens des Landkreises Wesermünde war nach 1945 entsprechend der damaligen Niedersächsischen Landkreisordnung der Landrat nur ehrenamtlich tätig. Ihm oblagen lediglich repräsentative Funktionen. Die Leitung der Kreisverwaltung oblag dem Oberkreisdirektor (sog. Zweigleisigkeit oder Doppelspitze).
Landräte
- 1932–1935: Walter zur Nieden (1869–1937), Deutsche Volkspartei
- 1935–1936: Theodor Mahler (1901–1987), NSDAP, vertretungsweise[1][6]
- 1936–1945: Theodor Mahler (1901–1987), NSDAP
- 1945–1946: Ludwig Arps (?–1974)
- 1946:–0000 Rudolf Böhm
- 1946–1952: Theodor Allmers
- 1952–1972: Martin Döscher
- 1972–1977: Hinrich Schniedewind

Oberkreisdirektoren
- 1946–1951: Ludwig Arps
- 1951–1969: Ernst Klemeyer
- 1969–1977: Jürgen H. Th. Prieß

### Wappen
| Wappen von Landkreis Wesermünde | Blasonierung: „In Gold über Rot und Silber wellenförmig geteiltem Schildfuß ein wachsender grüner Eichbaum mit fünf grünen Eicheln (3 : 2).“ |
| Wappen von Landkreis Wesermünde | Wappenbegründung: Der wellenförmig geteilte Schildfuß deutet auf die durch Deiche geschützten Marschen an der Wesermündung, die hinter dem Deich wachsende Eiche auf die Geest. Die fünf Eicheln erinnern an die fünf älteren Ämter: Vogteigericht des Landes Wursten zu Dorum, Amt Bederkesa, Amt Lehe, Börde Beverstedt, Amt Hagen, die 1859 zu den drei Ämtern Dorum, Lehe und Hagen und 1885 zu den beiden Altkreisen Lehe und Geestemünde zusammengefasst wurden. |

## Kfz-Kennzeichen
Am 1. Juli 1956 wurde dem Landkreis bei der Einführung der bis heute gültigen Kfz-Kennzeichen das Unterscheidungszeichen WEM zugewiesen. Es wurde bis zum 4. April 1978 ausgegeben.